# カオルソ原子力発電所
カオルソ原子力発電所(イタリア語: Centrale elettronucleare Caorso)はイタリアのエミリア＝ロマーニャ州ピアチェンツァ県カオルソの原子力発電所。
1969年に建設計画が始まり、ゼネラル・エレクトリックのマークII型沸騰水型原子炉が建設された。出力は860MWeで、1978年から運用が始まり1990年に1987年11月のイタリア原子力投票の結果を受けて停止した。
2010年にゼネラル・エレクトリックが解体を中止し、再稼動することを提案したが、2011年6月12日と13日に行われた原子力投票の結果が投票率57%のうち反対が94.1%であったため中止となった。

## 原子炉
| 原子炉            | 原子炉形式 | 正味発電量 | 総発電量 | 建設開始     | 送電網同期    | 商業運転      | 停止         |
| ----------------- | ---------- | ---------- | -------- | ------------ | ------------- | ------------- | ------------ |
| カオルソ (Caorso) | BWR        | 860 MW     | 882 MW   | 1970年1月1日 | 1978年5月23日 | 1981年12月1日 | 1990年7月1日 |

## 画像

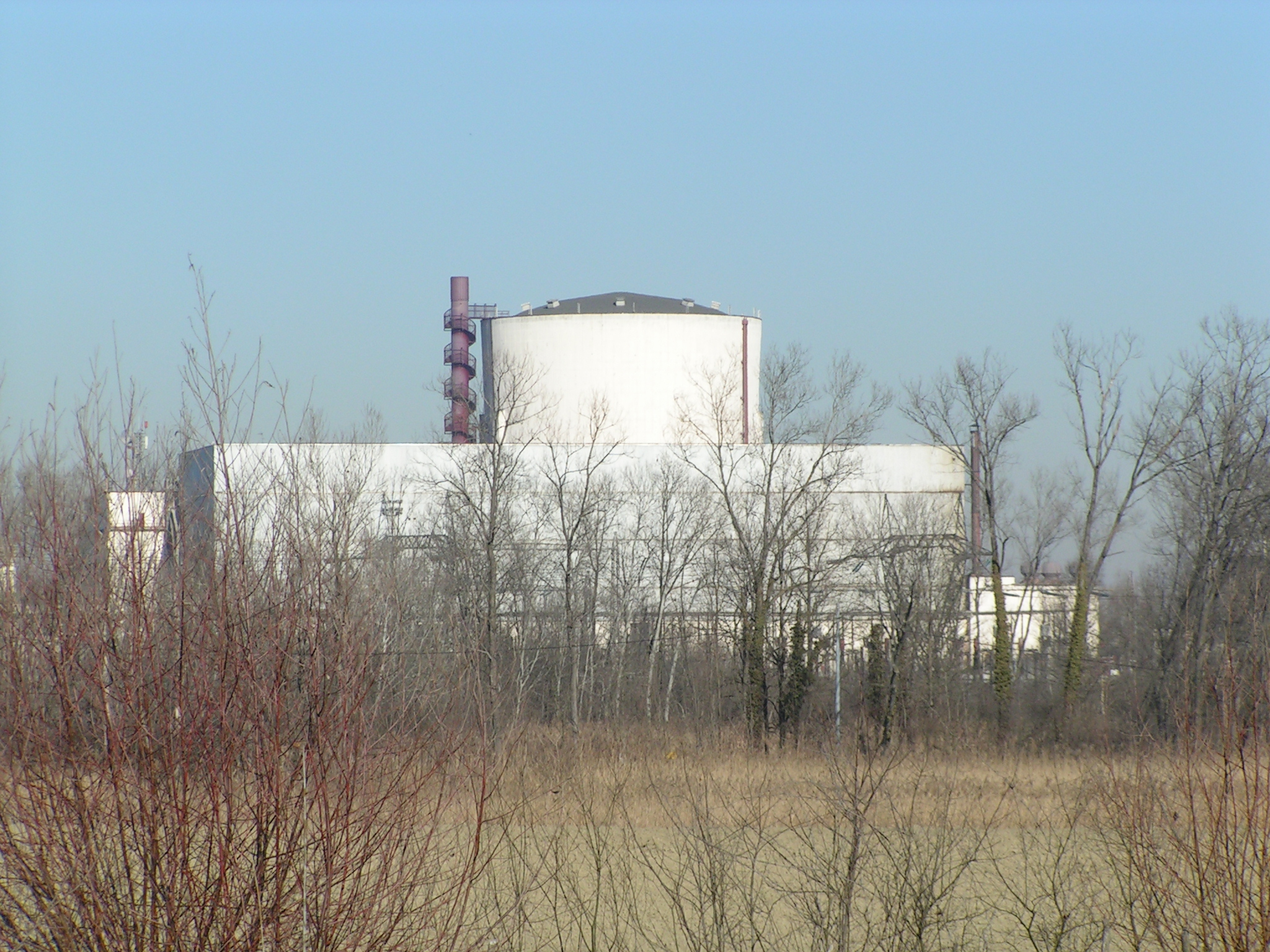
外観
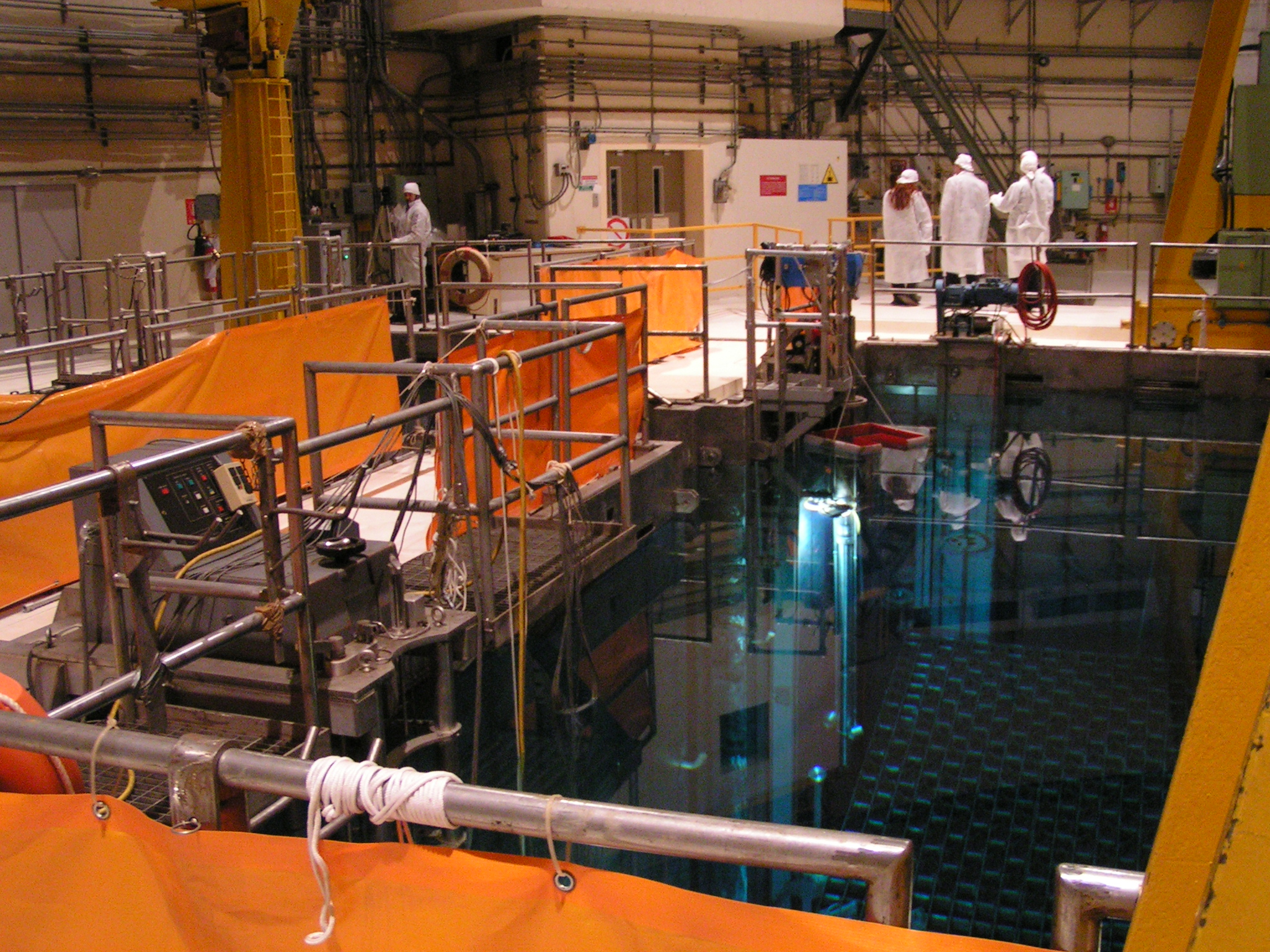
燃料プール
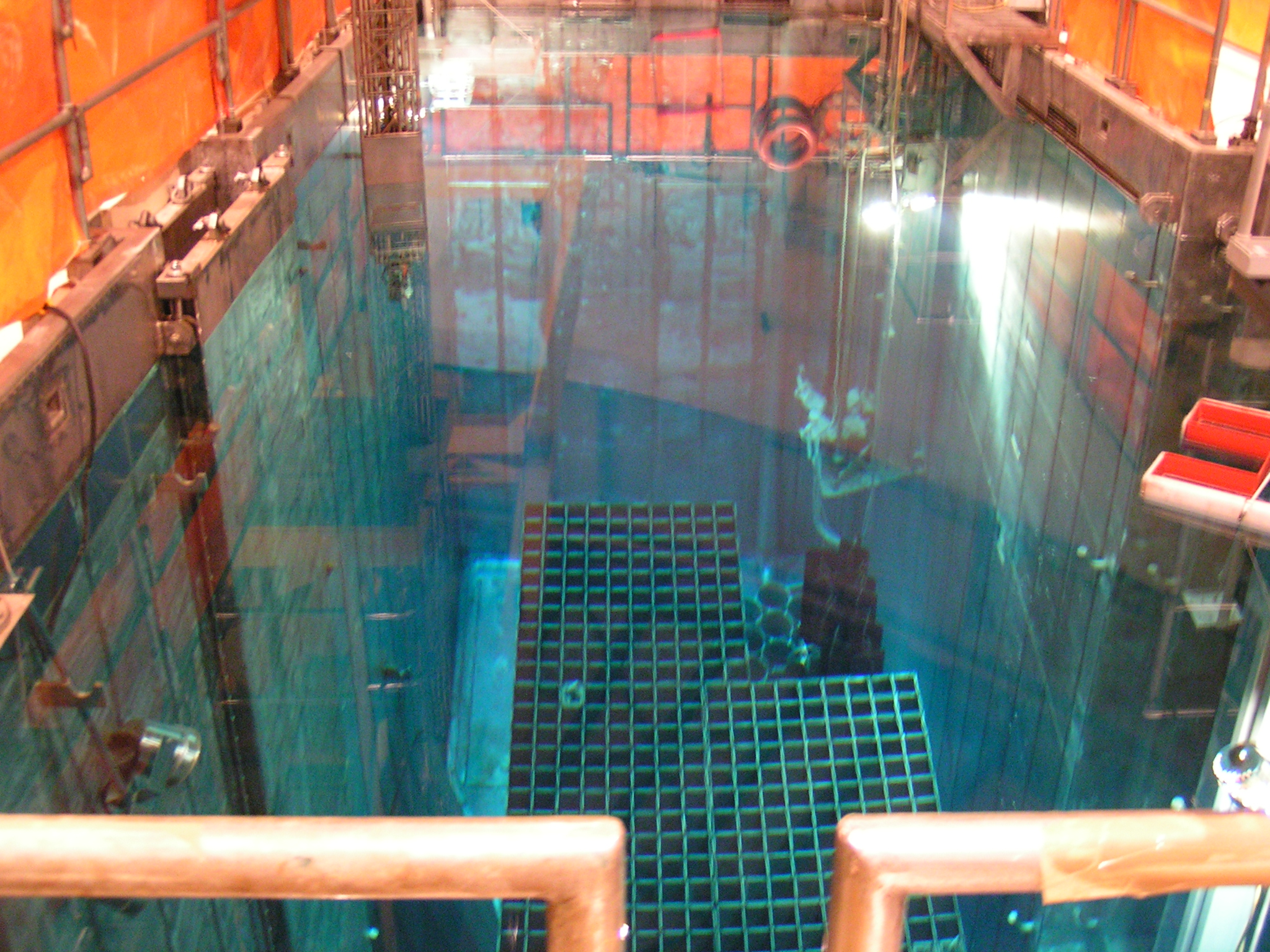
燃料プール
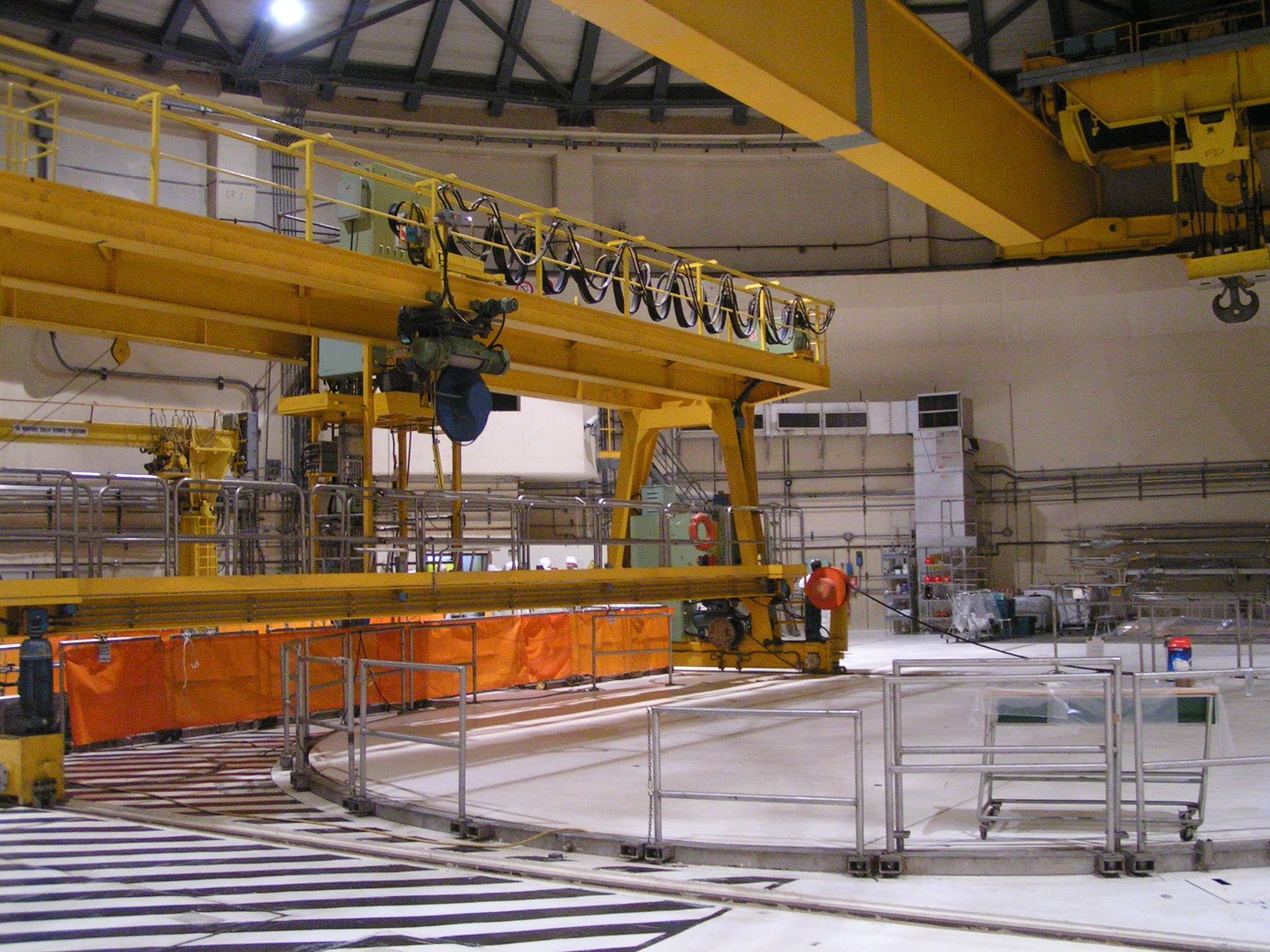
原子炉上部の空間

## 註
1. ↑  Riattiviamo Caorso[リンク切れ]
2. ↑  “Schwere Niederlage für Berlusconi in Atom-Abstimmung”.  フィナンシャル・タイムズ・ドイツ (2011年6月13日). 2012年8月2日時点のオリジナルよりアーカイブ。2012年8月31日閲覧。
3. ↑  “PRIS - Reactor Details”.   IAEA (2020年8月22日). 2020年8月23日閲覧。